# Вја Сан Франческо (Авелино)
Вја Сан Франческо је насеље у Италији у округу Авелино, региону Кампанија.
Према процени из 2011. у насељу је живело 18 становника. Насеље се налази на надморској висини од 502 м.